# Abedarraim ibne Jafar ibne Solimão Alhaximi
Abedarraim ou Abederraim ibne Jafar ibne Solimão Alhaximi (em árabe: عبد الرحيم بن جعفر بن سليمان الهاشمي‎‎; romaniz.: Abd al-Rahim ibn Ja'far ibn Sulayman al-Hashimi; m. ca. 844) foi um governador do Iêmem do século IX para o Califado Abássida.

## Carreira
Filho de Jafar ibne Solimão ibne Ali Alhaximi, Abedarraim foi um membro menor da dinastia abássida, sendo sobrinho em segundo grau dos califas Açafá (r. 750–754) e Almançor (r. 754–775). Foi nomeado governador do Iêmem por Almotácime (r. 833–842) e chegou em Saná próximo ao início de 836. Durante seu governo foi forçado a lidar com o rebelde iufírida Iufir ibne Abederramão Alhivali, que havia prendido o governador anterior Abade ibne Algamer Axiabi e seu filho e derrotou uma expedição enviada contra ele; Van Arendonk especulou que Abederramão havia entregue Abade e seu filho a Iafur como reféns.
Abedarraim permaneceu no governo até 839, quando foi demitido em favor de Jafar ibne Dinar Alfaiate; Abedarraim foi mais tarde preso durante o califado de Aluatique (r. 842–847), que igualmente forçou-o a entregar suas riquezas. Ele morreu na prisão ca. 844.